# Hertha Nathorff
Hertha Nathorff (* 5. Juni 1895 in Laupheim als Hertha Einstein; † 10. Juni 1993 in New York) war eine deutsche Kinderärztin und Publizistin. Sie leitete als Ärztin von 1923 bis in die 1930er Jahre eine Kinderklinik in Berlin-Charlottenburg. Aufgrund ihrer jüdischen Herkunft verlor Nathorff im Zuge der nationalsozialistischen Rassenpolitik im Jahr 1938 ihre ärztliche Approbation und flüchtete anschließend 1939 nach Amerika.

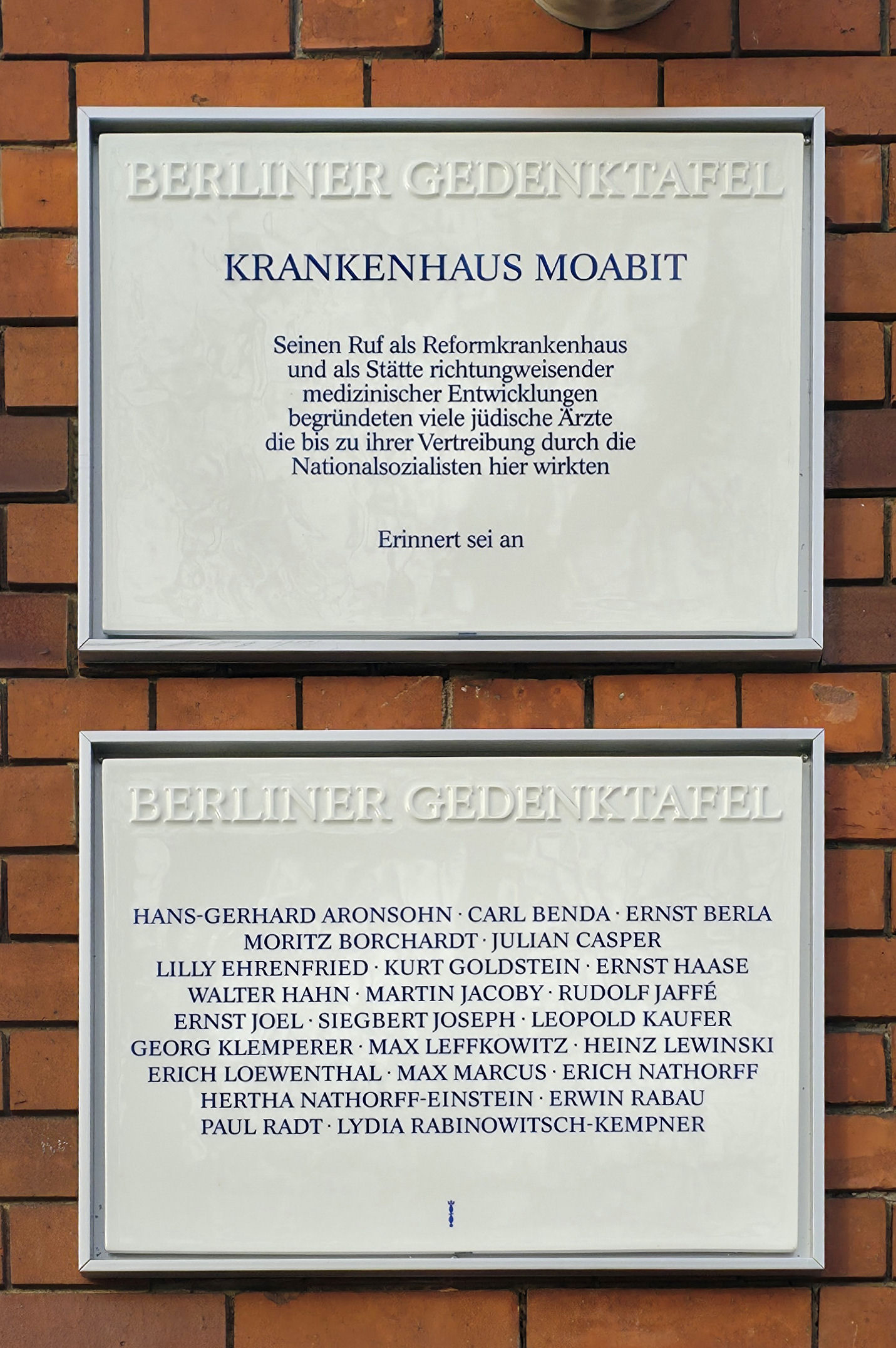
Gedenktafel Turmstraße 21 (Moab) Jüdische Ärzte

## Biografie

### Familie
Nathorff wuchs mit ihren beiden jüngeren Schwestern Sophie Marie und Elsbeth in Laupheim auf. Ihre Eltern, Arthur (1865–1940) und Mathilde (1865–1940) Einstein waren Besitzer einer Zigarrenfabrik. Aufgrund der höheren gesellschaftlichen Stellung und durch berühmte Verwandte gehörte die Familie Einstein zu den bekannten jüdischen Familien der Region. Wenn auch weit entfernt, ist die Familie mit dem Nobelpreisträger und Pazifisten Albert Einstein, dem Musikwissenschaftler Alfred Einstein sowie dem amerikanischen Filmproduzenten Carl Laemmle verwandt.

### Kindheit
Arthur Nathorff sah in Hertha „immer Ersatz für den […] versagten Sohn“. Aus diesem Grund ließ er seine Tochter „frei und ungeziert“ aufwachsen und ließ ihr sämtliche Bildung zukommen. Neben Gesangsunterricht und Tanzstunden schickte Arthur Nathorff die damalig neunjährige Hertha 1904 als einziges Mädchen auf die Lateinschule für Jungen in Laupheim, das spätere Carl-Laemmle-Gymnasium. Ihr Schulbesuch sorgte bei der Presse, bei der Stuttgarter Schulbehörde, bei der katholischen Kirche und auch bei Spielabenden in der Stadt und Gesprächen der Bürger für großen Aufruhr. Hindern konnte Nathorff jedoch niemand an ihrem Schulbesuch. Nach Abschluss der Lateinschule wechselte Nathorff 1910 zum Humanistischen Gymnasium in Ulm, welches sie bis 1914 mit Ablegung der Abiturprüfung besuchte. „Niemals hatte [sie] in all diesen Jahren zu spüren bekommen, daß [sie] etwa nicht dazugehörte oder weniger galt als die anderen, weil [sie] Jüdin war“. Ihre Zugehörigkeit stellte die junge Frau zum ersten Mal infrage, als ihre Jugendliebe, ein junger Offizier, ihre Beziehung mit ihr beendete, weil „eine Ehe mit einer jüdischen Frau für einen deutschen Offizier zum massiven Karrierehindernis geworden wäre“. Mit Abschluss ihres Abiturexamen begann am 28. Juni 1914 der Erste Weltkrieg mit dem Mord in Sarajewo. Während ihre männlichen Klassenkameraden in den Krieg zogen, blieb Nathorff zurück. Die zu spürende Einigkeit Deutschlands, unabhängig der Religionen, „Ich kenne keine Parteien mehr, ich kenne nur noch Deutsche“, weckte in Nathorff den großen Wunsch zu helfen.

### Ausbildung

#### Studium
Von 1910 bis 1914 besuchte sie ein Gymnasium in Ulm, an dem sie 1914 ihre Abiturprüfung ablegte. Im selben Jahr, zu Beginn des Ersten Weltkriegs, begann Nathorff statt des von ihr ursprünglich geplanten Musikstudiums ein Medizinstudium, das sie in Freiburg, Heidelberg, München und Berlin absolvierte. Das Studium unterbrach Nathorff für unbekannte Zeit, um als Krankenschwester tätig zu sein. In Berlin legte sie 1919 nach dem Ersten Weltkrieg ihr Staatsexamen ab. Anschließend promovierte Nathorff in Heidelberg und arbeitete mehrere Jahre als Assistenzärztin in Freiburg.
Da die junge Frau als Krankenschwester wegen genügend Fachkräften nicht gebraucht wurde, blieb sie in Laupheim, um dort zu helfen. Als im September 1914 der erste Transport von Verletzten in die Stadt kam und die Menschen ihnen nicht helfen konnten, wie sie es hätten tun müssen, erkannte Nathorff: „Sinnlose Hilfe ist keine Hilfe“. Weil Nathorff um jeden Preis den Verwundeten helfen wollte, entschloss sie sich für das Medizinstudium, welches sie im Oktober 1914 in Heidelberg begann.
Ihr Studium, in dem sie sich auf Gynäkologie spezialisierte, wurde von den Nachrichten und Ereignissen des Ersten Weltkriegs begleitet. Sie und ihre Kommilitonen feierten „deutsche Siege“, hörten aber auch von vielen Gefallenen und mussten Abschied von Freunden nehmen, die in den Krieg geschickt wurden. Wegen herrschender Schwesternknappheit studierte die junge Frau am Tag und arbeitete nachts als Krankenschwester in der chirurgischen Universitätsklinik. Sie wechselte zum Studieren bald darauf nach München und arbeitete dort in der Inneren Klinik. Zusätzlich gab Nathorff abends „Kurse für Arbeiter in Lesen und Schreiben, da Lehrkräfte mangelten“. Ihre Studienzeit war begleitet von vielen Opfern des Krieges, die sie behandelte, von Lebensmittelknappheit und Verzweiflung, die sie in jedem Bereich ihres Lebens mitbekam.
Wieder in Heidelberg arbeitete Nathorff als Hilfsärztin der Chirurgischen und Universitätsfrauenklinik.

#### Krankenhausarbeit
Wenige Monate nach dem Ende des Ersten Weltkriegs, im Jahr 1919, bestand Nathorff ihr Staatsexamen in Freiburg erfolgreich. In Freiburg arbeitete sie anschließend als Praktikantin an der Universitätsfrauenklinik, an der sie zum ersten Mal mit dem Antisemitismus konfrontiert wurde. Ihre Kollegen „grüßten […] nicht, beachteten [sie] nicht“ und begegneten ihr mit Vorurteilen. Erst nachdem Nathorff sich mehrfach bewiesen hatte, wurde sie von ihren Kollegen akzeptiert und von dem Geheimrat, einem einflussreichen Vorgesetzten von Nathorff, zu seiner Privatassistentin ernannt.
In den folgenden Jahren arbeitete Nathorff in verschiedenen Städten als Ärztin und lernte 1920 in Berlin ihren ebenfalls jüdischen Mann Erich Nathorff (1889 – 1954) kennen, den sie im Oktober 1923 heiratete. In der Hauptstadt Berlin war die Lebenssituation der Menschen nicht besser als in anderen Teilen des Landes.
Die Bevölkerung war wegen „häufig[en] Streiks, kein[em] Licht, kein[em] Gas, kein[em] Wasser, schlechte[m] Essen [und der] Verteuerung der immer spärlicher werdenden Lebensmittel“ sehr unzufrieden und „murrend“.
Trotz vieler Juden, die in den Krankenhäusern arbeiteten, wurde Nathorff als störend wahrgenommen.

Nathorff arbeitete ab April 1923 als leitende Ärztin im Entbindungs- und Säuglingsheim vom Roten Kreuz in Berlin-Lichtenberg. Kurz vor ihrer Hochzeit im Oktober drohte die Schließung des Heims trotz immer größerer Nachfrage, mehr Patienten und mehr Personal. Nathorff „rannte in den Reichstag und ließ Frau Schreiber dringend aus einer Sitzung ihrer Partei herausholen“. Die Politikerin erlaubte Nathorff die Weiterführung des Heims auf eigene Verantwortung. Mit vielen Sorgen und Geldnöten schaffte sie die Erhaltung des Heims, unter anderem mit Hilfe von Wohlfahrtsämtern, und konnte die Betten von 30 auf 150 aufstocken. „Damals hörte [Nathorff] von dem Hitlerputsch in München“, der sie jedoch nicht interessierte, weil ihr Alltag vollständig von ihrer Arbeit geprägt war. Die Unruhen nahm sie trotzdem in Form von Streiks, Umzügen von Verwandten und Stromausfällen war, unter denen sie mehrmals operieren musste. Auch die Inflation bedeutete für die in einem wohlhabenden Familienhaus aufgewachsenen Ärztin eine große Umstellung und einem sensibleren Umgang mit ihrem Einkommen.
Gleichzeitig zu der Arbeit im Heim, begann Nathorff im Osten Berlins in einer Arztpraxis gemeinsam mit ihrem Mann zu arbeiten. Auch ihr Mann hatte zwei Arbeitsstellen. Er arbeitete in der Arztpraxis und weiterhin im Krankenhaus. So konnten sie für ihr erstes und einziges Kind sparen. Sie gebar ihren Sohn Heinz Nathorff (1925 – 1988) in ihrer eigenen Klinik. Auch standespolitisch engagierte sich Nathorff in dieser Zeit in mehreren ärztlichen Verbänden, in denen sie meist die einzige Frau war.

### Leben in Deutschland

#### Reichstagsbrand und Juden-Boykott
Nathorff erfuhr am 27. Februar 1933 von einer ihrer Patienten vom Reichstagsbrand. Sie bewertete die aufgeregten Reaktionen bezüglich des Brandes als überzogen. Den Juden-Boykott vom 1. April 1933 erschütterte Nathorff jedoch zutiefst: „Mit Flammenschrift steht dieser Tag in mein Herz eingegraben“. Das Schild ihrer Praxis wurde zwar nicht zerstört, doch andere jüdische Geschäfte, Anwaltskanzleien und ärztliche Sprechstunden wurden boykottiert. Mit der Gleichschaltung, die die Maßnahmen bezeichnet, die nach der Machtübernahme dem Nationalsozialismus die Alleinherrschaft sichern sollten, war Nathorff, genauso wie ihre jüdischen Kolleginnen bei der Versammlung des Bundes deutscher Ärztinnen nicht mehr erwünscht, ebenso wie jene, die kein Hakenkreuz trugen. Am 25. April 1933 verlor Nathorff anschließend ihre Anstellung als leitende Ärztin der Frauen- und Beratungsstelle im Zusammenhang der gegen Juden gerichteten Boykott-Aktionen. Während einige ihrer jüdischen Arztkollegen bereits nach Palästina flüchten, beobachtete Nathorff die Situation noch abwartend, schickte ihren Sohn jedoch auf eine jüdische Schule, an der er zwar kein Latein lernen konnte, aber „dem Gehetze“ junger Schulkameraden ausweichen konnte. Am 5. Mai 1933 schrieb sie in ihrem Tagebuch über die Verordnung des Reichsarbeitsministers vom 22. April 1933, durch die „nichtarische“ Ärzte ihre Zulassung zu den Krankenkassen verloren. Außerdem wurde die Ärztin zunehmend nach ihrer Rasse gefragt. Genauso kamen aber auch Patienten, die selbst Juden waren oder mit Juden eine Beziehung führten und fragten sie nach Rat oder berichteten von ihren Ängsten. In den folgenden Monaten wurde sie oft nach Attesten gefragt, damit ihre Patienten nicht auf die Versammlungen, Aufmärsche etc. gehen mussten, doch die Ärztin kam diesen Wünschen nicht nach, um das Gesetz nicht zu brechen, sowie nicht die Aufmerksamkeit der Nationalsozialisten zu erregen. Im Juli 1933 wurde Nathorff die Kassenzulassung entzogen, sodass sie für ihre ärztlichen Dienstleistungen von der Krankenkasse nicht mehr bezahlt wurde und ihr das Verschreiben von Attesten und Medikamenten untersagt wurde. Auch ihr Mann verlor seine Stelle im Krankenhaus und wurde durch einen „arischen“ Nachfolger ersetzt.

#### Folgen des Nationalsozialismus
Ein Gesetz, das die Nationalsozialisten am 7. April 1933 beschlossen, wies Nathorff von dort an als Jüdin aus. Beide Nathorffs wurden nach 1933 im Rahmen der „Arisierung“ aus dem Klinikdienst entlassen und sahen sich als Juden wachsender Diskriminierung ausgesetzt. 1934 wurde Nathorff die Kassenzulassung genommen sowie 1938 seitens der nationalsozialistischen Machthaber die ärztliche Approbation entzogen. Während sie nur noch ehrenamtlich in einer Klinik arbeiten durfte, durfte Erich Nathorff die gemeinsame Praxis als „Judenbehandler“ weiterführen. Auch in seiner Praxis arbeitete sie nur noch ehrenamtlich als Sprechstundenhilfe bis zu den Novemberpogromen 1938. Dort verschleppten die Nationalsozialisten Erich Nathorff ins KZ Sachsenhausen, aus dem er nach fünf Wochen Tortur entlassen wurde.

„ Halb zehn abends. Es klingelt zweimal kurz und scharf hintereinander. Ich gehe an die Tür: ‚Wer ist da?‘ – ‚Aufmachen! Kriminalpolizei!‘ Ich öffne zitternd, und ich weiß, was sie wollen. ‚Wo ist der Herr Doktor?‘ – ‚Nicht zu Hause‘, sage ich – ‚Was? Die Portierfrau hat ihn doch nach Hause kommen sehen.‘ – ‚Er war zu Hause, aber ist wieder weggerufen worden.‘ (…) Doch in diesem Augenblick höre ich, wie die Türe zu unserer Wohnung aufgeschlossen wird. Mein Mann kommt – er kommt, der Unglückselige, in dem Augenblick, da ich ihn gerettet wähne. Und wie er geht und steht, führen sie ihn ab. ‚Danken Sie Ihrem Herrgott, daß Ihrer Frau nicht die Kugel im Hirn sitzt.‘ (…) Ich renne ihnen nach auf die Straße. ‚Wohin mit meinem Mann, was ist mit meinem Mann?‘ Brutal stoßen sie mich zurück. (…) Und ich sehe, wie sie in ein Auto steigen und davonfahren mit meinem Mann in die dunkle Nacht.“

#### Gedanken an die Flucht
Um Ostern 1934 hegte Hertha Nathorff zum ersten Mal Gedanken an die Flucht nach Amerika. Doch die Hoffnung, dass Nathorff ihren Beruf wieder wie gewohnt in Deutschland ausführen könnte, war noch groß, sodass eine Ausreise für sie zu diesem Zeitpunkt nicht infrage kam.
Nach jeder Sprechstunde durchsuchte Nathorff im Mai 1934 alle Zeitschriften und Bücherregale ihrer Praxis, da die Nationalsozialisten vor den Hausdurchsuchungen belastendes Material den Personen unterschoben. Dies verunsicherte Nathorff sehr: „Ich habe Angst, so oft es klingelt. Ich habe Angst vor neuen Patienten, ich habe Angst vor jedem Wort, ob sie mir nicht eine Falle stellen, wie so manchen Kollegen schon. Ich habe Angst, wenn ich nachts zu fremden Personen gerufen werde, und gar erst recht, wenn mein Mann weggeht. Erst kürzlich haben sie einen Kollegen in eine Falle gelockt, ihn beraubt und verprügelt“.
Bei einem Besuch im August 1934 bei ihren Eltern wurden die Fenster ihres Kindheitshauses mit Steinen beworfen und auf der Straße haben die Menschen ihnen Schimpfwörter hinterhergerufen oder die Straßenseite gewechselt, um nicht mit ihnen sprechen zu müssen. Daraufhin traf Nathorff ihren Verwandten Carl Laemmle, der in Amerika lebte, in der Schweiz, um ihn um Hilfe für die Ausreise nach Amerika zu bitten, da die Einwanderungsgesetze der USA Bürgschaften von Verwandten, die US-Bürger waren, für die Immigranten verlangten. Laemmle verweigerte Nathorff die Bitte jedoch, da in Amerika keine Ärzte gebraucht würden und die Ausreise eine Menge Ungewissheiten mit sich bringen würde.
Am 11. Juni 1936 wurde Nathorff von der Kriminalpolizei angerufen und zu einem Verhör wegen des Verdachts vorgeladen, einem minderjährigen Mädchen ein „Gefälligkeitsattest zur Abtreibung“ verschrieben zu haben. Von ihren Kollegen wurde ihr daraufhin geraten, das Land zu verlassen, da jemand das Attest gefälscht haben könnte, um Nathorff zu belasten. Auch auf den Rat eines Anwalts das Land zu verlassen, um nicht gefangen genommen zu werden, hörte die Ärztin nicht und erschien, trotzdem mit großer Angst: „Werde ich morgen lebend wieder zu Hause sein?“, zum Verhör. Da sich ihre Aussagen mit denen von der behandelten Patientin deckten und die Anzeige von einer „Religiös-Wahnsinnige[n]“ stammte, durfte Hertha Nathorff unschuldig das Polizeipräsidium verlassen. Auch in dieser Zeit spielte Nathorff mit dem Gedanken, nach Amerika zu flüchten, doch da sie in Amerika wahrscheinlich nicht mehr als Ärztin arbeiten gekonnt hätte, blieb sie trotz aller Schwierigkeiten in Deutschland. Denn hier verdiente sie trotz verlorener Krankenkassenzulassung gemeinsam mit ihrem Mann immer noch genug Geld, um zu leben. Dieses erhielten sie direkt von den Patienten für ihre Behandlungen und Untersuchungen.

#### Einschränkung des Lebens
Nathorff war Mitglied des jüdischen Frauenbundes, für den sie im November 1937 einen Vortrag über Frauenhygiene hielt. Während sie früher freigesprochen hatte, musste sie nun von einem Manuskript ablesen, welches vorher bei der Gestapo eingereicht und geprüft worden war. Auch der Vortrag wurde von einem Beamten überwacht. So hatte die Ärztin auch dort keine Möglichkeit sich mit den anderen Frauen auszutauschen.
Am 6. Februar mussten alle Juden, so auch Hertha Nathorff, ihre Pässe nach einem Erlass abgeben. Nur noch mit Beantragung zur Ausreise aus Deutschland wurde den Juden in Sonderfällen ein Pass ausgestellt.
Am 5. August 1938 erfuhr Hertha Nathorff durch das Radio, dass zum 30. September 1938 allen jüdischen Ärzten die Approbation entzogen werden würde. Nathorff dachte zuerst an die vielen jüdischen Patienten, die auch von arischen Ärzten nicht mehr behandelt werden würden und wie hilflos sie sein würden. Außerdem schrieb Nathorff erneut an Carl Laemmle und bat ihn, für ihre Familie zu bürgen, damit sie nach Amerika fliehen könnten. Nathorff verstand sich als „eine von vielen“, die, wie sie es selbst beschrieb, „nichts anderes verbrochen, keine andere Schuld auf sich geladen hat, als daß sie lebt, geboren aus jüdischem Blute“.
Ihr Mann durfte weiter als Arzt praktizieren. Jedoch nur als „Krankenbehandler“ bzw. „Judenbehandler“. An seiner Praxis musste ein Schild, „Nur zur Behandlung von Juden berechtigt“ in blau mit Davidstern und gelbem Fleck angebracht werden. Hertha Nathorff, die nicht mehr praktizieren durfte, arbeitete in der Praxis ihres Mannes als Sprechstundenhilfe mit. Sie durfte „Spritzen auskochen, aber es selber nicht machen, zum Blutbild vorbereiten, aber es selber nicht machen.“. Außerdem ging Nathorff täglich in die Klinik, um den Krankenschwestern bei ihrer Arbeit zu helfen. Auch wenn viele Patienten es von der Ärztin erwartet hätten, praktizierte Nathorff nicht heimlich weiter, da sie sich noch nie gegen das Gesetz vergangen habe.

#### Reichspogromnacht
Am 10. November 1938, dem Tag nach der Reichspogromnacht, wurde, wie viele andere jüdische Männer auch, Hertha Nathorffs Mann abends von der Kriminalpolizei mitgenommen. Als Nathorff am nächsten Tag ihrem Mann Essen zum Polizeipräsidium bringen wollte, wurde ihr gesagt, dass ihr Mann nicht mehr hier sei. Während Nathorff für ihren Ehemann nicht viel tun konnte, plante sie die Flucht ihrer Familie nach Amerika. Beim amerikanischen Konsulat fragte sie nach der Bestätigung zur Einreise, da sie die Bürgschaft, die sie mittlerweile doch von Carl Laemmle erhalten hatte, schon im August eingereicht hatte.

#### Pläne zur Flucht
Derweilen bemühte sich Hertha Nathorff, Pässe zur Ausreise nach Amerika zu bekommen. Am 3. Dezember 1938 holte sie die Bescheinigung vom Auswandereramt ab, womit sie bei der Polizei den Pass beantragen konnte und bei den Steuerämtern die steuerliche Unbedenklichkeitsbescheinigung, die bestätigte, dass der Staat keine Forderungen mehr an den Emigranten haben würde und die „Reichsfluchtsteuer“ bezahlt wurde. Außerdem versuchte Nathorff, ihren Sohn über eine Hilfsorganisation aus dem Land zu bringen, um ihn schnellstmöglich außer Gefahr zu wissen.
Am 16. Dezember wurde Erich Nathorff aus der Haft entlassen. Am 11. Februar 1939 bekam Nathorff die Erlaubnis für einen halbjährigen Aufenthalt in England. Ihren Sohn schickte Nathorff schon am 2. März mit einem Kindertransport nach London, England voraus. Während Hertha Nathorff plante, was sie auf die Ausreise mitnehmen wollte, mussten alle Juden am 18. März die in ihrem Besitz befindlichen Gegenstände aus Gold, Platin und Silber sowie Edelstein und Perlen an den Staat abgeben. Die Liste der Gegenstände, die Nathorff mit nach England nehmen wollte, musste von der Behörde genehmigt werden und bis zum 6. April hatten Packer und Zollinspektoren jeden Gegenstand, den die Familie mitnehmen wollte, detailliert geprüft. Den Großteil des Geldes, der auf Nathorffs Bankkonto lag, konnte sie nicht mehr abheben, da Juden nur einen bestimmten Betrag im Monat für das Notwendigste abheben durften.

### Leben in Amerika

#### Flucht
Carl Laemmle riet den Nathorffs zur Auswanderung aus Deutschland und bürgte für sie, so dass sie im August 1938 ein Visum für die USA beantragten. Das Ehepaar reiste 1939 zuerst nach London, wohin sie bereits Monate zuvor den Sohn mit einem Kindertransport in Sicherheit gebracht hatten, von London aus reisten sie weiter nach New York. Inzwischen war die Familie völlig mittellos, da sie von den Nationalsozialisten um ihr Vermögen gebracht wurden. Carl Laemmle war 1939 verstorben, daher konnte die Familie von dieser Seite auch keine Hilfe mehr erwarten. 1940 schrieb Nathorff:

„Dieses Wartenmüssen, es hat uns um alles gebracht, alles, was wir an irdischen Gütern noch besessen hatten. Unsere Schiffskarten sind verfallen, unser Lift (Umzugsgut) in Holland ist verloren, weil wir jetzt den Transport in Devisen ein zweites Mal zu bezahlen hätten, da die Nazi-Räuber auch dieses Geld nicht transferiert haben. Auf fremde Hilfe und Güte sind wir angewiesen.[3]“

Am 22. Februar 1940 kam Hertha Nathorff in New York an. Das Festland durfte sie erst betreten, nachdem sie von einem Verwandten oder Bekannten abgeholt wurde. Nach einer erneuten Zollkontrolle musste Nathorff feststellen: „Keiner hatte ein noch so einfaches Zimmer für uns gemietet, für Unterkunft gesorgt, wohl aus Angst, daß sie dieselbe hätten bezahlen müssen!“. So wohnte Nathorff zunächst mit ihrem Sohn zwei Tage bei ihrer Cousine, während ihr Mann sich bei einem Freund einquartierte. Anschließend fanden sie ein „Asyl für Obdachlose“, ein „Congresshouse in der 68. Straße nahe dem Central Park.“, in dem sie 3–4 Wochen bleiben durften. Am 27. Februar begann Hertha Nathorff bei verschiedenen Organisationen nach Rat um den Aufbau ihrer neuen Existenz zu fragen. Da jedoch weder sie noch ihr Mann in der Schule Englisch gelernt hatten, konnten die Berater ihnen nicht weiterhelfen. Auch an Carl Laemmle konnte sich Nathorff nicht mehr wenden, da er kurz vor ihrer Ankunft verstorben war.

#### Aufbau einer neuen Existenz
Die einstige Ärztin begann als Hilfskraft in Haushalten zu arbeiten, um für ihren Mann und ihren Sohn sorgen zu können. Ihre Anstellungen dauerten meist nur wenige Tage, sodass sie sich ständig auf Arbeitssuche befand. Während ihr Sohn Pakete austrug, um die Kosten für die Fahrt zu seiner weit entfernten Schule zu bezahlen, bereitete sich Erich Nathorff auf das Staatsexamen vor, das er benötigte, um zum medizinischen Staatsexamen zugelassen zu werden. In dieser Zeit konnte Erich Nathorff nicht zum Familienunterhalt beitragen.
Das Zimmer, dass Nathorff gemietet hatte, war sehr klein und reichte kaum für drei Personen aus. „Der Junge schläft auf einer kleinen Pritsche hinter einem Verschlag ohne Fenster“. Die Familie durfte pro Tag nur einen Dollar ausgeben, da Nathorff pro Woche nur 10 – 15 Dollar verdiente, ihr Zimmer aber 8 Dollar pro Woche kostete und sie von dem Verdienst auch ihre Fahrten und anfallende Reparaturen bezahlen musste.
Anfang Juni hatte ihr Mann Erich Nathorff sein Sprachexamen bestanden. Hertha Nathorff hatte eine Feststelle als Nachtschwester in einem Krankenhaus erhalten.
Den Sommer 1940 verbrachten Nathorff und ihr Sohn in einem Feriencamp. Da Hertha Nathorff in dieser Zeit nur ein Taschengeld für ihre Arbeit bekam, mussten sie ihre bisherige Wohnung aufgeben und ihr Mann zog in ein Zimmer ohne Fenster und bereitete sich auf sein medizinisches Examen vor. Im Camp kümmerte sich Nathorff um die Kinder und war für sie „Doktor, Schwester und Hausmutter“ zugleich. Während der zeitweiligen Trennung von ihrem Mann, schrieb Nathorff ihm, wenn das Geld reichte, Liebesbriefe.
Nachdem sie am 31. August aus dem Camp zurückkehrten, nahm Nathorff eine Pflegestelle an, die ihr ein Kollege vermittelt hatte. Zu vielen anderen ehemaligen Kollegen und Freunden hatte Nathorff keinen Kontakt mehr, „sie haben offenbar Angst, wir könnten sie anpumpen“.
Im Dezember 1940 hatte Erich Nathorff sein medizinisches Staatsexamen bestanden. Hertha Nathorff arbeitete daraufhin noch mehr, um Geld zu verdienen, damit sie sich für eine neue Praxis die Einrichtung kaufen konnten. Am 15. Februar 1941 hatten sie Räume in einer Arztpraxis bei einem ehemaligen Kollegen am Central Park als Untermieter gefunden, die sie täglich für ein paar Stunden mieten konnten.
Am 9. Mai bestand auch Hertha Nathorff das Sprachexamen. Außerdem bekamen sie nun viele Einladungen alter Kollegen: „jetzt haben sie auf einmal alle gewußt, daß wir es bald schaffen würden“. Doch Nathorff schlug die Einladungen aus: „Jetzt können wir uns wieder selbst so viel kaufen, daß wir uns satt essen können, aber während des vergangenen Jahres, da hättet ihr uns einladen sollen oder meinem Kinde einmal einen Apfel oder ein Stück Brot geben müssen“.

#### Selbstmordversuch
Während sich Nathorff 1941 versuchte auf das medizinische Staatsexamen vorzubereiten und auf die Hilfe ihres Mannes hoffte, half dieser ihr nicht, da „er der Ernährer der Familie sein“ wollte. So gehörte Nathorff nicht zu dem Drittel an emigrierten Ärztinnen, die sich nach ihrer Flucht wieder in ihrem Beruf etablieren konnten.
Aus Verzweiflung über ihr unbefriedigendes Leben versuchte sie sich im Hudson River zu ertränken, doch ein ebenfalls deutscher Mann hielt sie von ihrem Versuch ab.

#### Soziales Engagement
Am 9. Februar 1942 versuchte Hertha Nathorff etwas gegen die Ungerechtigkeiten in Amerika, die immigrierten Frauen widerfuhren, zu unternehmen. Dafür sprach sie vor dem Deutsch-Jüdischen Club New Yorks, der später zum New World Club umbenannt wurde und der seit 1934 die deutschsprachige Zeitung „Aufbau“ in New York veröffentlichte, vor. Da die Frauen und Mädchen verantwortlich für den Lebensunterhalt der ganzen Familie waren, jedoch kein Wissen oder Erfahrung in der Hausarbeit oder Pflege hatten und dadurch oft ihre Anstellung verloren, wollte Nathorff für sie Kurse anbieten, um ihnen zu helfen. Von der Organisation verlangte Nathorff dafür keine Bezahlung, nur einen Raum für die Veranstaltung. Zunächst hielt sie einen Vortrag über „die Frau als Kamerad“. „Der Saal war überfüllt [und sie] habe so viel Beifall geerntet, viel zu viel, [sie] sah Tränen in manchem Auge“. Nach dem Vortrag bat die Organisation Nathorff ihre Räume 1–2-mal die Woche an, an denen sie einen Kurs für Kranken- und Säuglingspflege geben konnte, „so wie sie es in Berlin für sozial benachteiligte Frauen getan hatte“. Später wurde sie Vorstandsmitglied des Clubs und nach ihrem Ruhestand Ehrenmitglied. Zeitgleich gründete Nathorff eine Jugendgruppe, eine Frauengruppe und ein „Open House“ für ältere Immigrantinnen.
Über ihr Wirken in der Frauengruppe wurde ein deutschsprachiger Radiosender auf die ehemalige Ärztin aufmerksam. Im Radio sollte Nathorff einmal wöchentlich medizinische Vorträge halten. Für ihre Vorträge bekam Nathorff großen Zuspruch von den Mitarbeitern im Radiosender sowie von den Hörern, die sie anriefen oder Briefe an sie schrieben mit Themenvorschlägen, über die Nathorff sprechen sollte. Auch nutzte Nathorff ihre Stimme, um über ihr ehemaliges Leben in Deutschland aufzuklären und ihr Schicksal zu erzählen.

#### Verbesserung ihrer Lebenssituation
Die Tagebucheinträge Nathorffs wurden zum Sommer 1942 immer weniger. Sie beschrieb, dass sie inzwischen beim Bäcker ihr Brot kaufen könne, die Praxis ihres Mannes gut liefe, sie viele Freunde treffe und mit ihrem Mann auch Konzerte besuche.
Die Pflegekurse, die Nathorff weiterhin gab, und dadurch, dass Nathorff vielen Frauen Arbeitsstellen vermittelte, steigerte sich ihre Popularität. Gegen ihren Willen wurde sie zur Präsidentin der Frauengruppe ernannt.
Im September entdeckte Nathorff eine Wohnung, aus der vorher ein Arzt ausgezogen war. Sie erinnerte sie an „eine Miniaturausgabe der schönen, großen, einstigen“ Wohnung in Deutschland und mietete diese an. Die Wohnung diente gleichzeitig als Praxis für ihren Mann, in der Nathorff erneut anfing, für ihren Mann als Sprechstundenhilfe zu arbeiten.

#### Ende des Zweiten Weltkriegs
Am 13. August 1945 verfasste Nathorff mit dem Ende des Zweiten Weltkriegs und der Kapitulation Japan ihren letzten Tagebucheintrag. Viele Menschen besuchten oder riefen sie an, doch „Freuen? [Sie] weiß nicht, es ist zu viel Leid und Sorge vorangegangen“.

### Öffentliche Auftritte
1940 wurde Nathorff für ihre Tagebuchaufzeichnungen aus der NS-Zeit ein Preis im Manuskriptwettbewerb der Harvard University zum Thema Mein Leben in Deutschland verliehen. Anschließend publizierte sie Beiträge über medizinische und psychologische Probleme, Kurzgeschichten und Gedichte in amerikanisch-deutschsprachigen Zeitschriften, wie dem Aufbau, der New Yorker Staatszeitung und der Zeitschrift „Die Welt“. Außerdem hielt sie Vorträge in den deutschen Programmen New Yorker Radiostationen und spielte als Gründerin des Open House für ältere Menschen deutscher Sprache und Kultur eine wichtige Rolle.

### Lebensende
Nathorff überlebte ihren Mann um fast 40 Jahre, der 1954 starb, und ihren Sohn Heinz, der 1988 starb. Bis zu ihrem Tod lebte sie in der 1942 bezogenen New Yorker Wohnung am Central Park. Sie war durch ihre Krankheit an ihre Wohnung gebunden, bis sie 1993 verstarb.

## Ehrungen
- 1967: Bundesverdienstkreuz am Bande
- 1995 stiftete die Ärztekammer Berlin eine nach Hertha Nathorff benannte jährliche Auszeichnung für die besten Abschlussarbeiten in gesundheitswissenschaftlichen Studiengängen an der Berlin School of Public Health und der Freien Universität Berlin.[4]